# Вильдермут, Оттилия
Оттилия Вильдермут (урожденная Роушютц) (нем. Ottilie Wildermuth; 22 февраля 1817, Роттенбург-ам-Неккар, Вюртемберг — 12 июля 1877, Тюбинген) — немецкая писательница, редактор.
Вместе с Евгенией Йон и Марией Натузиус была одной из наиболее известных германских детских писательниц своего времени.

## Биография
Родилась в 1817 году в Роттенбург-ам-Неккаре в семье советника уголовной полиции. С юности начала писать рассказы и стихи. С 1833 года училась в Штутгарте. 
В 1843 году вышла замуж за профессора филологии Тюбингенского университета. Хорошее образование Оттилии позволило ей помогать в работе своему мужа. Как и её муж, она преподавала английский язык.
Живя в Тюбингене она была соседкой писательницы исторических романов Луизы Целлер, которая, очевидно под влиянием подруги, тоже обратила своё внимание на детскую литературу и написала ряд произведений для детей.

## Творчество
Детская писательница. Автор рассказов и повестей, романов, историй из жизни семей и молодежи.
Дебютировала в 1847 году, опубликовав своё первый рассказ «Die Alte Jungfer» в газете «Morgenblatt».
В 1870 году О. Вильдермут основала детский журнал «Jugendgarten»(«Сад молодости»), которым позднее управляли её дочери.
В 1871 году О. Вильдермут была награждена большой золотой медалью Вюртемберга за вклад в искусство и науку.
В 1867 году её здоровье сильно ухудшилось из-за нервных проблем. Умерла от инсульта.

## Избранные произведения

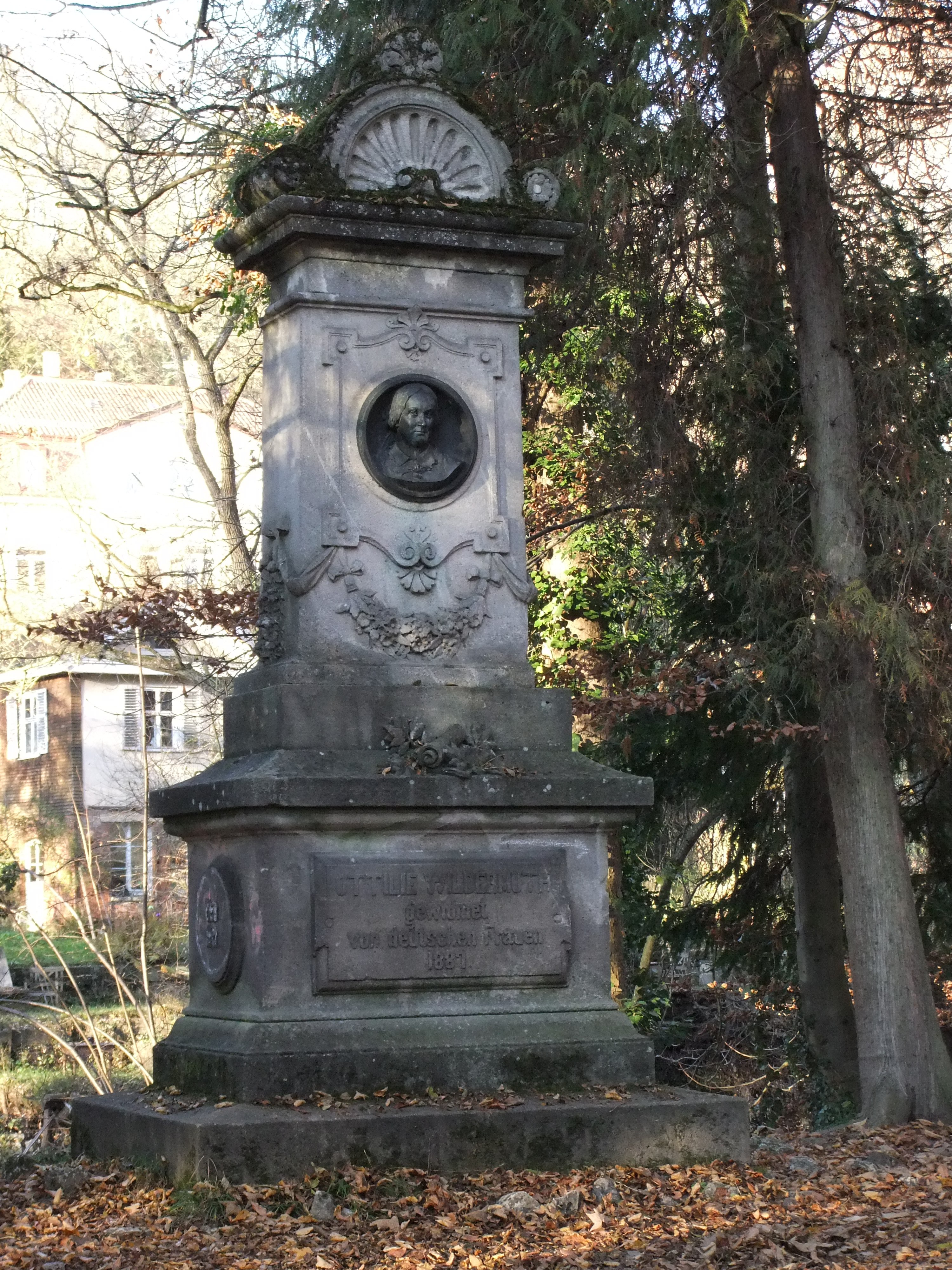
Памятник О. Вильдермут в Тюбингене

- Bilder und Geschichten aus dem schwäbischen Leben (1852)
- Neue Bilder und Geschichten aus Schwaben (1854)
- Aus der Kinderwelt (1853)
- Aus dem Frauenleben (1855)
- Erzählungen und Märchen (1856)
- Die Heimath der Frau (1859)
- Im Tageslichte. Bilder aus der Wirklichkeit (1861)
- Aus Schloß und Hütte (1862)
- Lebensräthsel, gelöste und ungelöste (1863)
- Perlen aus dem Sande (1867)
- Zur Dämmerstunde (1871)
- Aus Nord und Süd (1874)
- Eine seltsame Schule — Bärbeles Weihnachten,